# A Black Mile to the Surface
A Black Mile to the Surface es el quinto álbum de estudio de la banda estadounidense de indie rock Manchester Orchestra. Fue lanzado el 21 de julio de 2017 a través de Loma Vista Recordings y Favorite Gentlemen. La grabación del álbum tuvo lugar a partir del verano de 2016 con la productora Catherine Marks. El sencillo principal, "The Gold", fue lanzado el 9 de junio de 2017, junto con un video musical dirigido por Mike Dempsey y Johnny Chew. Dos sencillos más, "The Alien" y "The Moth", fueron lanzados más tarde en el verano.
Fueron inspirados por su trabajo en la banda sonora de la película Swiss Army Man de 2016, los miembros de la banda Andy Hull y Robert McDowell se propusieron crear un álbum que fuera un reinicio de los álbumes de estudio anteriores de la banda, Cope y Hope (ambos de 2014). A Black Mile to the Surface es un disco de rock alternativo y Americana, que entrelaza un álbum conceptual ambientado en un pueblo minero de Dakota del Sur con reflexiones sobre la joven hija de Hull. El álbum recibió críticas generalmente positivas de los críticos musicales, quienes elogiaron la narración de Hull y los estilos cinematográficos del álbum. Comercialmente, se desempeñó bien, debutando en el número 33 en el Billboard 200 de Estados Unidos.

## Antecedentes y producción
En 2014, la banda estadounidense de indie rock Manchester Orchestra lanzó dos álbumes complementarios, Cope y Hope. Tras el lanzamiento de los dos álbumes, el teclista Chris Freeman dejó la banda, dejando al vocalista Andy Hull y al guitarrista Robert McDowell como los únicos miembros originales. En 2016, Hull y McDowell colaboraron en la banda sonora de la película Swiss Army Man. La experiencia de crear una banda sonora a capela inspiró el enfoque de la Orquesta de Manchester para su próximo álbum, y McDowell dijo que "pulsó el interruptor de reinicio" e inspiró a la banda a "hacer que cada segundo sea interesante".
Las tres primeras canciones que se escribieron para el álbum fueron "The Alien", "The Sunshine" y "The Grocery". Hull dice: "[u]na vez que se escribieron y conectaron de esa manera, comenzamos a decir: 'Oh, sabes, sería genial hacer eso por completo y comprometernos con él'". Muchas de las canciones se reelaboraron durante períodos de varios meses, y Hull estimó que "The Moth" tardó unos cuatro meses y medio en alcanzar su forma final. Hull dijo que "The Maze" y "The Mistake" tardaron más en perfeccionarse, y que al productor John Congleton se le ocurrió "un empujón más" que perfeccionó esas dos pistas.
La banda grabó A Black Mile to the Surface con "una pequeña batería de productores de indie rock conocidos", entre ellos Catherine Marks, John Congleton y Jonathan Wilson, así como el colaborador de mucho tiempo Dan Hannon. El proceso de grabación comenzó en Echo Mountain Recording en Asheville, Carolina del Norte, en el verano de 2016. Marks y Manchester Orchestra habían comenzado a colaborar por teléfono varios meses antes, y después de una semana de preproducción, Marks describió la grabación de estudio de dos semanas. proceso como un "descubrimiento sónico", durante el cual ella y la banda experimentaron con ideas sobre cómo debería sonar cada canción. La banda viajó a Londres con Marks para mezclar y a Los Ángeles para la producción adicional con Congleton, antes de terminar la producción en su sede en Alpharetta, Georgia, un suburbio de Atlanta.

## Composición y temas
A Black Mile to the Surface  ha sido clasificado como indie rock, rock alternativo y Americana, con comparaciones con Fleet Foxes, Band of Horses y Mumford & Sons. Comenzó como un álbum conceptual ambientado en la ciudad minera de Lead, Dakota del Sur, el hogar de Sanford Underground Research Facility (SURF). A medida que se desarrollaba el álbum, la narrativa de Dakota del Sur comenzó a entrelazarse con las emociones complicadas de Hull sobre el nacimiento de su hija y sus sentimientos asociados de vida o muerte. La canción de apertura, "The Maze", fue escrita un mes después del nacimiento de la hija de Hull.  Si bien las primeras cuatro pistas establecen "un tema claro y oscuro", la parte narrativa del disco comienza en "The Alien", que sigue a un niño desde su infancia abusada hasta su vida adulta.
Sónicamente, Hull y el resto de la banda buscaron desviarse de las "guitarras pesadas y crujientes" que marcaron otros lanzamientos de Manchester Orchestra. Hull fue influenciado por el "aspecto minimalista" del disco Sound & Color de Alabama Shakes de 2015, así como por las bandas Wilco y Radiohead. Desafió a sus compañeros de banda a "intentar y hacer lo contrario" de "lo que sea que instintivamente quieras tocar". La visión de Marks para el álbum consistía en querer que cada canción sonara como una habitación diferente, "como si pudieras entender dónde estabas en la habitación e identificar de dónde venía cada sonido en particular". Este proceso involucró la grabación física en diferentes salas de los estudios para utilizar sus diferentes reverberaciones. La penúltima pista, "The Parts", por ejemplo, se grabó en la bañera de un estudio, debido en parte a una resaca que sufría Hull.

## Lanzamiento y promoción
Manchester Orchestra anunció el nombre, la lista de canciones y la portada de A Black Mile to the Surface el 9 de junio de 2017. El anuncio estuvo acompañado por el sencillo principal del álbum, "The Gold", y un video musical de la canción, dirigido por Mike Dempsey y Johnny Chew. El segundo sencillo, "The Alien", fue lanzado 13 días después en NPR, con un video dirigido por Dempsey and the Daniels. El último sencillo anterior al álbum, "The Moth", se lanzó el 10 de julio de 2017. A Black Mile to the Surface se lanzó el 21 de julio de 2017 a través de Loma Vista Recordings y el sello independiente de la banda, Favorite Gentlemen.
El 12 de junio de 2017, solo unos días después del anuncio del álbum, Manchester Orchestra anunció una gira como cabeza de cartel para el otoño de 2017. En julio, agregaron el apoyo de Tigers Jaw y Foxing al proyecto de ley. A esto le siguió una gira conjunta con Front Bottoms en noviembre y diciembre de 2018, y una gira de invierno de 2019 con Oso Oso y Foxing para celebrar el décimo aniversario de Mean Everything to Nothing de Manchester Orchestra. El 12 de febrero de 2021, la banda interpretó "A Black Mile To The Surface: The Global Concert Film", una transmisión en vivo de YouTube del álbum grabado en su totalidad desde los estudios Echo Mountain Recording. Hull describió la película del concierto como "la manera perfecta de cerrar el capítulo de Black Mile".

## Lista de canciones
Todas las canciones escritas y compuestas por Andy Hull. 
| N.º | Título         | Duración |  |
| 1.  | «The Maze»     | 2:58     |  |
| 2.  | «The Gold»     | 4:33     |  |
| 3.  | «The Moth»     | 4:35     |  |
| 4.  | «Lead, SD»     | 4:53     |  |
| 5.  | «The Alien»    | 5:28     |  |
| 6.  | «The Sunshine» | 1:57     |  |
| 7.  | «The Grocery»  | 5:12     |  |
| 8.  | «The Wolf»     | 4:26     |  |
| 9.  | «The Mistake»  | 3:54     |  |
| 10. | «The Parts»    | 4:12     |  |
| 11. | «The Silence»  | 6:59     |  |

## Posicionamiento en lista
| Lista (2017)                            | Posición |
| --------------------------------------- | -------- |
| Escocia (Scottish Albums Chart)         | 59       |
| Estados Unidos (Billboard 200)          | 33       |
| Estados Unidos (Top Alternative Albums) | 6        |
| Estados Unidos (Top Rock Albums)        | 7        |
| Reino Unido (UK Albums Chart)           | 93       |
| Suiza (Schweizer Hitparade)             | 73       |

## Personal
Manchester Orchestra
- Andy Hull – voz principal, guitarra, productor
- Robert McDowell – guitarra, teclados, coros, ingeniero, productor
- Andy Prince – bajo
- Tim Very – batería